# Герцогиня де Поліньяк
Йола́нда Марті́н Габріе́ль де Поластро́н (фр. Yolande Martine Gabrielle de Polastron), більше відома як Графиня, а пізніше як Герцогиня де Поліньяк (фр. Duchesse de Polignac) (8 вересня 1749, Париж — 9 грудня 1793, Відень) — фаворитка королеви Марії-Антуанетти, гувернантка королівських дітей. Під час Французької революції уособлювала старий режим, через її марнотратство й ексцентричність належала до списку ворогів революції. Решту життя провела у вигнанні, померла у Відні, невдовзі після страти Марії-Антуанетти.

## Біографія
Народилася у Парижі, походила із старого аристократичного роду. Сім'я не була заможною, дитинство провела у Лангедоку. По материнській лінії її дідом був Рене Еро, який служив головою поліції Парижа у 1725—1739. У дитинстві рано втратила матір, Жанну Шарлотту Еро і у віці трьох років була відправлена на виховання до монастиря. У 1767 році, коли їй виповнилося 18 років вийшла заміж за графа Жуля де Поліньяка, капітана французької армії. У шлюбі народилося четверо дітей.
За запрошенням сестри чоловіка у 1775 під час офіційної аудієнції була представлена перед королем та королевою у Версалі. Графиня де Поліньяк відразу сподобалася королеві Марії-Антуанеті, яка навіть погодилася допомогти виплатити сімейні борги. За визнанням сучасників, вона мала веселу вдачу і приємну, чарівну зовнішність, певний час належала до найближчого оточення королеви. Саме завдяки графині де Поліньяк королева у приватному маєтку Малий Тріанон вела розкішний та безтурботний спосіб життя, спонсорувала театральні постановки, художні твори, тощо.
Користувалася значним впливом не тільки на королеву, але й на увесь двір. У 1782 її чоловік отримав титул герцога, а саму Йоланду призначено на почесну посаду гувернантки королівських дітей.
Під час революційних подій 1789 через свою екстравагантність та марнотратство потрапила до списку ворогів революції. Зображення герцогині де Поліньяк часто з'являлося у порнографічних карикатурах на Марію-Антуанету того часу, присвячених розпусті, яка ніби царювала у Версалі завдяки оточенню королеви. Коли з'явилася загроза захоплення Версалю повсталими жінками Парижу, була одною з перших, хто залишив Францію. Решту життя провела у вигнанні, разом з іншими емігрантами-аристократами.
Померла у 1793 від раку. Епітафія на могилі герцогині у Відні, однак стверджує, що вона померла від горя після смерті її найближчої подруги королеви Марії-Антуанети. Син герцогині, Жуль де Поліньяк після реставрації Бурбонів був прем'єр-міністром Франції, що у кінцевому результаті стало однією з причин Липневої революції.

## В кіно
- «Марія-Антуанетта» (США, 1938) — актриса Рут Хассі
- «Марія-Антуанетта — королева Франції» (1956)
- «Австрійка» (1989)
- «Марія-Антуанетта» (2006)
- «Прощавай, моя королева» (2012)

## В аніме
"Троянда Версалю" (1979)